# Synodus sechurae
Anoli iguane
Espèce
Statut de conservation UICN

 LC 24 mai 2007 : Préoccupation mineure
Synodus scituliceps, l’Anoli iguane, est une espèce de poissons de la famille des Synodontidae.

## Systématique
L'espèce Synodus sechurae est décrite pour la première fois en 1946 par Samuel Frederick Hildebrand (d) (1883-1949).

## Distribution
Cette espèce se croise dans l'océan Pacifique est, plus particulièrement au large des côtes du Mexique, des Galápagos, du Panama, du Costa-Rica, du Nicaragua, de la Colombie, de l'Équateur et du Pérou à des profondeurs variant entre 2 et 30 m.

## Description
Synodus seachurae a une longueur variant de 2,3 à 47,6 cm pour une masse de 1 à 515,54 g.

## Étymologie
Son épithète spécifique, sechurae, vient de la Province de Sechura au large de laquelle ont été prélevés les premiers spécimens.

## Écologie et environnement
Synodus scituliceps vit dans la zone benthique de la zone intertropicale de l'océan Pacifique est, où l'espèce chasse en enfouissant son corps dans les sédiments, et en jaillissant pour saisir les proies qui passent à proximité.

## Publication originale
- (en) Samuel F. Hildebrand, « A descriptive catalog of the shore fishes of Peru », Fishery Bulletin, United States National Museum, no 189,‎ 1946, p. 114-115 (ISSN 0362-9236, lire en ligne, consulté le 1er mai 2023).